# Taekwondo en el Perú
El taekwondo en el Perú se inicia en la década de los años 70 primero en Arequipa y posteriormente en Lima en el año 1975. Luego en  1977,  el maestro coreano Byon Oh Park llegó al Perú como instructor en la Escuela Militar de Chorrillos (Escuela de Oficiales del Ejército del Perú), e introdujo la forma regulada del taekwondo según las nuevas pautas de la recientemente conformada World Taekwondo Federation. Luego, comenzó la instrucción de acuerdo a los lineamientos de la Federación Mundial de Taekwondo a nuevos maestros peruanos, haciéndolo inicialmente en la Universidad Nacional Mayor de San Marcos, en donde se funda el 4 de junio de 1978 el primer Club de Taekwondo del Perú: el "Club de Taekwondo San Marcos", dentro de la Ciudad Universitaria de dicha Universidad; siendo sus fundadores los maestros Percy Vergara Araujo y Juan Bruno Infantas Tarazona; el maestro Byon Oh Park, durante su permanencia en Lima impartió sus enseñanzas en la Escuela Militar de Chorrillos y en el Club de Taekwondo de San Marcos.
Previamente a la llegada del maestro Byon Oh Park, se sabe que en el Distrito de Miraflores, en la ciudad de Lima,  el año 1975 el maestro coreano Joung Hye Seo Moon, vino contratado de Argentina para dictar clases en una Academia ubicada en la Calle Bellavista, en el céntrico distrito de Miraflores, alternando su presencia entre Lima y Buenos Aires, recibiendo el 4.º Dan WT de la KukKiWon a través del maestro Byon Oh Park el año 1978. 
Se tiene conocimiento de la existencia de una academia de taekwondo, pero de un estilo diferente a la WT en la ciudad de Arequipa a inicios de los años 70 por parte de John Polar Castro, quien habría practicado taekwondo en otro país sin alcanzar la graduación de cinturón negro.
Fue así, que el primer maestro de taekwondo contratado por una Universidad peruana es Juan Bruno Infantas Tarazona, quien prestó servicios en la Universidad Nacional Mayor de San Marcos desde el año 1981 hasta el año 1997. Posteriormente, César Landeo haría lo mismo en la Universidad Nacional de Ingeniería y Percy Vergara en la Universidad de Lima.
Roberto Vento Bao es quien llevó el taekwondo al prestigioso Club Regatas Lima, siendo allí su primer instructor Percy Vergara (1981 a 1983), luego lo será Juan Bruno Infantas Tarazona (1983 a 1988).
Después de éstas experiencias, el taekwondo peruano creció en renombre a nivel nacional. Un número importante de clubes y academias comenzaron a surgir y las ya existentes empezaron a prosperar; por ejemplo, la Academia Black Belt a cargo del maestro Percy Vergara, albergó a los mejores alumnos del Club de Taekwondo de la Universidad de San Marcos, una vez terminados sus estudios universitarios.
El año 1981, se desarrolló la primera competencia de Artes Marciales y participaron artes marciales como el kung fu, karate, entre otros, junto con el taekwondo. Era la primera vez que los taekwondistas competían en un certamen nacional y fue el comienzo de muchos éxitos, ya que los tres primeros lugares quedaron para instituciones de esta disciplina (Academia Black Belt, Club de Taekwondo San Marcos y la Academia Joung Hye, respectivamente). En este torneo destacarían, César Landeo (alumno del maestro Percy Vergara) y Luis Oshiro (alumno del maestro Joung Hye).
Es así, que se logró la creación y reconocimiento de la "Comisión Nacional de Taekwondo", el año 1981 por el Instituto Nacional de Recreación y Deportes (INRED), entonces a cargo de regular los deportes en Perú, Comisión que posteriormente se convirtió en la Federación Peruana de Taekwondo. Los gestores de éstos reconocimientos y primeros pasos del taekwondo peruano son Percy Vergara Araujo, Juan Bruno Infantas Tarazona y Roberto Vento Bao.
El año 1982 se realizó el 5º Campeonato Mundial de Taekwondo en Ecuador, en la Ciudad de Guayaquil, en donde participó la selección de Perú, siendo en dicha ocasión que por primera vez un competidor peruano, César de Los Ríos Martínez en la Categoría Feather, que gana un combate de taekwondo en torneo oficial internacional.  César De Los Ríos era practicante del Club de Taekwondo de San Marcos y de la Academia Black Belt. 
Es así que se desarrolló la práctica del taekwondo con la participación de maestros coreanos, como Ki Hyung Lee ex campeón mundial de taekwondo; igualmente, Soo Yong Kim y Eui Wan Chong. En el resto del país, el taekwondo también fue apareciendo en distintas ciudades teniendo como pilares del desarrollo: en el Norte Javier Benites; en el Sur Alberto Cabrera Cano, Ángel León y Jorge Medina.
- Datos: Q6137954